# 2009 dans les chemins de fer
Chronologie des chemins de fer
2008 dans les chemins de fer - 2009 - 2010 dans les chemins de fer

## Évènements
- .  France – Royaume-Uni :   Eurostar lance un appel à candidatures pour la livraison de 23 trains à grande vitesse, dont 8 en tranche ferme, dans le but de renouveler sa flotte en vue de l'ouverture à la concurrence du trafic ferroviaire voyageurs international[1].

### Janvier
- 5 janvier (France) : Prolongement de la ligne 3 du tramway de Nantes de 0,6 km
- 13 janvier.  Gare de Paris-Saint-Lazare :   À la suite de l’agression d'un agent de la SNCF par des voyageurs perpétrée à Maisons-Laffitte la veille, une grève est lancée et la gare est fermée en plein milieu de la journée.

### Février
- 17 février.  France – Espagne :   livraison du chantier de la ligne de Perpignan à Figueras, qui doit permettre un gain de temps important dans les liaisons ferroviaires entre la France et l'Espagne. La ligne ne peut toutefois pas être exploitée avant la mise en service de la LGV Figueres - Barcelone, prévue pour 2012, et le concessionnaire TP Ferro doit être dédommagé[2].

### Avril
- 3 avril.  France :   à l'issue d'une réunion, les principaux financeurs et décideurs du projet se sont mis d'accord pour le lancement en 2010 des travaux de la nouvelle gare de Toulon, plus grande et plus accueillante que l'actuelle. Les travaux doivent durer dix-huit mois[3].
- 20 avril (France) : Inauguration de la ligne T4 du tramway de Lyon  Jet d'eau – Hôpital de Feyzin-Vénissieux (10 km)
- 29 avril.  France :   dans son discours au sujet du « Grand Paris », le président de la République Nicolas Sarkozy a annoncé la construction d'ici 2017 d'une ligne à grande vitesse reliant Paris au Havre et la construction d'un métro automatique de 140 km autour de la capitale[4].

### Juin
- 22 juin.  États-Unis :   collision entre deux rames sur une section aérienne du métro de Washington : 9 morts.
- 29 juin.  France :   annonce par Jean-Louis Borloo du choix du tracé dit des « Métropoles du Sud » pour la future LGV Provence-Alpes-Côte d'Azur. Ce tracé était soutenu par la plupart des responsables politiques de la région, malgré son coût plus élevé, car il permet une liaison rapide en ligne entre les trois plus grandes villes de la région, Marseille, Toulon et Nice[5].
- 29 juin.  France :   pose du premier rail de la LGV Rhin-Rhône aux Magny (Haute-Saône). La ligne doit ouvrir en décembre 2011[6].

### Septembre
- 21 septembre : prolongement de 0,6 km de la ligne 1 du tramway de Montpellier ( Place de France – Odysseum)
- 26 septembre.  Allemagne :   prolongement à Etzenhofen (au nord-ouest de Sarrebruck (Sarre)), de la Saarbahn, la ligne de tram-train qui relie Sarrebruck à Sarreguemines (Lorraine)

### Novembre
- 21 novembre.  France :   prolongation de ligne T2 du tramway d'Ile de France, du précédent terminus situé à Issy-les-Moulineaux jusqu'à la Porte de Versailles, permettant de relier celle-ci directement à la Défense[7].

### Décembre
- 7 décembre.  France :   inauguration du sixième quai (et des voies 10 et 11) de la gare de Toulouse-Matabiau[8]
- Pour le compte de la RATP, le Syndicat des transports d'Île-de-France (STIF) a acheté auprès d'Alstom 60 nouvelles rames à 2 étages pour faire face à une forte croissance du trafic sur le RER A.

## Décès
- x

## Transports en commun dans le monde

### Nouvelles lignes et nouveaux réseaux inaugurés en 2009
De nouveaux réseaux de transport en commun sont entrés en service en 2009  :
- Métro
  - Dubaï (Émirats Arables Unis) :  Red Line Rashidiya - Nakheel Harbor & Tower (26 km)
  - Séville (Espagne) : Ligne 1 Ciudad Expo - Montequinto (18 km)
  - Saint-Domingue (Saint-Domingue) : Ligne 1 Centro de los Héroes - Mamá Tingó (14,5 km)

- Métro léger
  - Adana (Turquie) : Ligne Hastane - Vilayet (8 km)

Dans les réseaux de transport en commun existants les nouvelles lignes suivantes ont été inaugurées  en 2009 : 
- Métro[9]  : 
  - Shanghai (Chine) : Ligne 11 North Jia Ding - Jiang Su Road (33 km)
  - Guangzhou (Chine) : Ligne 5 - Jiaokou - Wenchong (31,9 km)

- - Shanghai (Chine) : Ligne 7 Shanghai University - Hua Mu Road (34,4 km)
  - Pékin (Chine) : Ligne 4 Anheqiao North - Gongyixiqiao (28,2 km)
  - Barcelone (Espagne) : Ligne L9 Can Peixauet - Can Zam (3,9 km)
  - Vancouver (Canada) : Canada Line Waterfront - YVR-Airport/Richmond-Brighouse (19,5 km)
  - Berlin (Allemagne) : Ligne U55 Hauptbahnhof - Brandenburger Tor (1,5 km)
  - Séoul (Corée du sud) : Ligne 9 Gaehwa - Sinnonhyeon (25,5 km)
  - Singapour :  Circle Line Bartley - Marymount (5,7 km)

- Tramway
  - Lyon (France) : Ligne T4  Jet d'Eau -  Hôpital Feyzin Vénissieux (10 km)

|                | Métro léger      | Métro léger      | Métro            | Métro            | Tramway          | Tramway          |
| -------------- | ---------------- | ---------------- | ---------------- | ---------------- | ---------------- | ---------------- |
|                | Nouveaux réseaux | Nouvelles lignes | Nouveaux réseaux | Nouvelles lignes | Nouveaux réseaux | Nouvelles lignes |
| Amérique       |                  |                  | 1                | 2                |                  |                  |
| Canada         |                  |                  |                  | 1                |                  |                  |
| Saint-Domingue |                  |                  | 1                | 1                |                  |                  |
| Asie           |                  |                  | 1                | 7                |                  |                  |
| Chine          |                  |                  |                  | 4                |                  |                  |
| Corée du Sud   |                  |                  |                  | 1                |                  |                  |
| Dubaï          |                  |                  | 1                | 1                |                  |                  |
| Singapour      |                  |                  |                  | 1                |                  |                  |
| Europe         | 1                | 1                | 1                | 3                |                  | 1                |
| Allemagne      |                  |                  |                  | 2                |                  |                  |
| Espagne        |                  |                  | 1                | 1                |                  |                  |
| France         |                  |                  |                  |                  |                  | 1                |
| Turquie        | 1                | 1                |                  |                  |                  |                  |
| Total général  | 1                | 1                | 3                | 12               |                  | 1                |